# Alophosoma
Genre
Alophosoma est un genre de lépidoptères (papillons) de la famille des Erebidae. Ce genre comprend quatre espèces toutes endémiques de l'Australie.

## Systématique
Le genre Alophosoma a été créé en 1929 par le pédiatre et entomologiste australien Alfred Jefferis Turner (1861-1947) avec comme espèce type Alophosoma syngenes.

## Liste d'espèces
Selon FUNET Tree of Life (12 décembre 2019) :
- Alophosoma emmelopis (Turner, 1929)
- Alophosoma syngenes (Turner, 1929)
- Alophosoma hypoxantha (Lower, 1902)
- Alophosoma pallidula (Turner, 1936)

## Étymologie
Le nom générique, Alophosoma, dérive du grec ancien ἀ-, a-, « privatif », λόφος, lophos, « crête », et σῶμα, sōma, « corps », fait référence à l'absence de crête sur l'abdomen. 

## Publication originale
- (en) A. Jefferis Turner, « New Australian Lepidoptera », Transactions and Proceedings of the Royal Society of South Australia, vol. 53,‎ 12 septembre 1929, p. 297-308 (ISSN 0372-0888, lire en ligne).